# Agrate Conturbia
Agrate Conturbia là một đô thị ở tỉnh Novara ở vùng Piedmont của Ý, tọa lạc cách 100 km về phía đông bắc của Torino và khoảng 25 km về phía bắc của Novara. Tại thời điểm ngày 31 tháng 12 năm 2004, đô thị này có dân số 1.351 người và diện tích là 14,5 km².
Đô thị Agrate Conturbia có các frazioni (đơn vị trực thuộc, chủ yếu là các làng) Agrate and Conturbia.
Agrate Conturbia giáp các đô thị: Bogogno, Borgo Ticino, Divignano, Mezzomerico, Suno, và Veruno.